# لوکا شنل باخر
لوکا شنل باخر (انگلیسی: Luca Schnellbacher؛ زادهٔ ۶ مهٔ ۱۹۹۴) بازیکن فوتبال اهل آلمان است.
از باشگاه‌هایی که در آن بازی کرده‌است می‌توان به باشگاه فوتبال وهن ویسبادن اشاره کرد.